# Süttorf (Oetzen)
Süttorf ist ein Ortsteil der Gemeinde Oetzen im niedersächsischen Landkreis Uelzen.

## Geografie und Verkehrsanbindung
Süttorf liegt südöstlich des Kernortes Oetzen. Am südlichen Ortsrand verläuft die B 191 und noch weiter südlich die B 493. Am nördlichen Ortsrand fließt die Wipperau, ein rechter Nebenfluss der Ilmenau.

## Geschichte
Für das Jahr 1848 wird angegeben, dass Süttorf 14 Wohngebäude hatte, in denen 135 Einwohner lebten. Zu der Zeit war der Ort nach Rosche eingepfarrt, die Schule befand sich im Ort. Am 1. Dezember 1910 hatte Süttorf 125 Einwohner. 1972 wurde Süttorf als selbständige Gemeinde aufgelöst und nach Oetzen eingemeindet.

## Sehenswürdigkeiten
Als Baudenkmal ist der Hofschafstall Süttorf Nr. 6 ausgewiesen (siehe Liste der Baudenkmale in Oetzen#Süttorf):